# Syngrapha rectangula

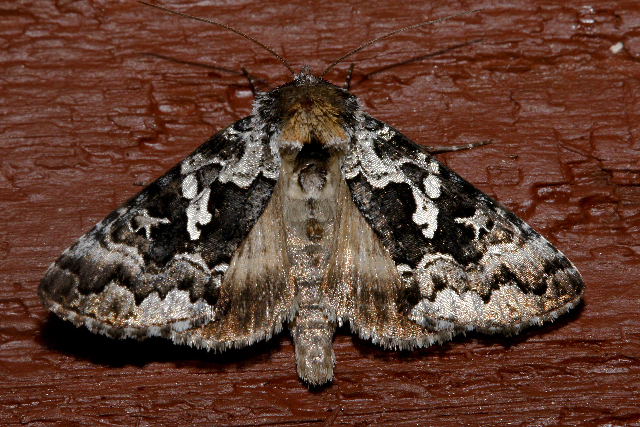
Falter in Abflugposition

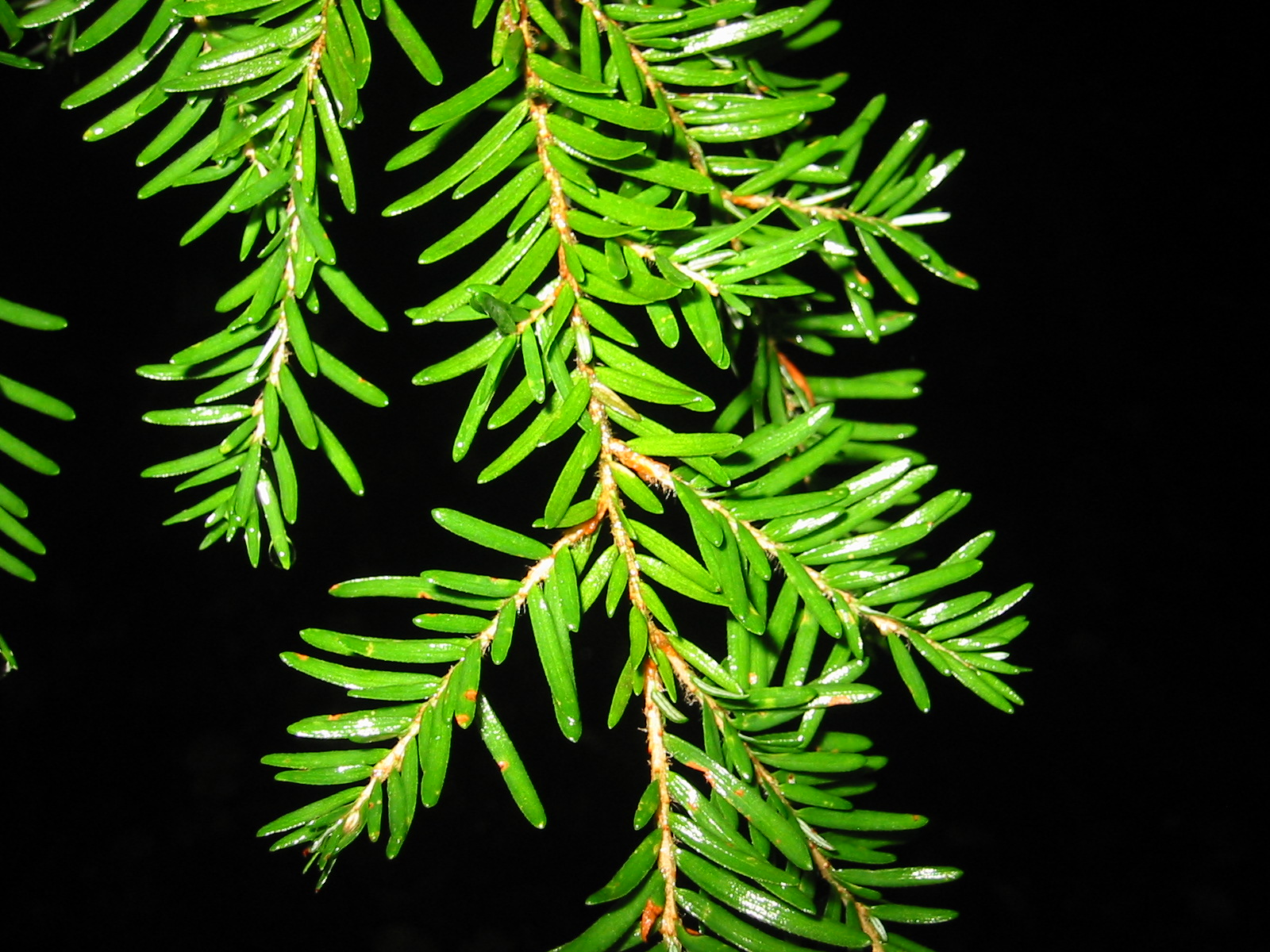
Westamerikanische Hemlocktanne, eine Raupennahrung

Syngrapha rectangula ist ein in Nordamerika vorkommender  Schmetterling (Nachtfalter) aus Familie der  Eulenfalter (Noctuidae).

## Merkmale

### Falter
Die Falter erreichen eine Flügelspannweite von 30 bis 35 Millimetern. Die Grundfarbe der Vorderflügeloberseite ist schwarzgrau. Die weißliche bis silbrig schimmernde Makel im Mittelfeld ist sehr groß und unregelmäßig geformt. In der Basal- und der Postdiskalregion heben sich teilweise ausgedehnte silbrig weiße Bereiche ab. Die Hinterflügeloberseite  ist zeichnungslos graubraun, Richtung Saum leicht verdunkelt. Der Thorax ist pelzig behaart und mit einem rotbraunen Haarbüschel ausgestattet.

### Raupe
Ausgewachsene Raupen sind grün gefärbt und mit nur zwei Paaren von Bauchfüßen versehen. Sie zeigen mehrere breite weißliche Nebenrückenlinien sowie einen ebenfalls weißlichen Seitenstreifen. Die Stigmen heben sich schwarz ab.

### Ähnliche Arten
Bei Syngrapha alias sind die silbrig weißen Zeichnungselemente auf der Vorderflügeloberseite weniger intensiv ausgebildet als bei Syngrapha rectangula.

## Verbreitung und Vorkommen
Syngrapha rectangula kommt im  Süden Kanadas sowie im Norden, Nordosten und der Mitte der USA vor. Die südwestlichste Verbreitung reicht bis nach Kalifornien. In British Columbia ist sie durch die Unterart Syngrapha rectangula nargenta vertreten. Die Art besiedelt bevorzugt bergige Nadelholzwälder. Im Great-Smoky-Mountains-Nationalpark wurden sie noch in einer  Höhe von 1500 Metern nachgewiesen.

## Lebensweise
Die tag- und nachtaktiv Falter fliegen in einer Generation, schwerpunktmäßig zwischen Juli und August. Sie besuchen künstliche Lichtquellen. Die Raupen ernähren sich von den Nadeln von Kieferngewächsen (Pinaceae), im Westen der USA sind sie u. a. an der Gewöhnlichen Douglasie (Pseudotsuga menziesii) zu finden, in den Great Smoky Mountains bevorzugen sie die Balsam-Tanne (Abies balsamea) oder die Westamerikanische Hemlocktanne (Tsuga heterophylla). Die Art überwintert als Raupe.